# Iván Sepúlveda Sepúlveda
Iván Atilio Sepúlveda Sepúlveda (Cauquenes, 19 de mayo de 1986) es un abogado, activista LGBT y político chileno, miembro de Convergencia Social (CS). Actualmente se desempeña como Secretario Regional Ministerial del Deporte de la Región del Maule. Anteriormente, militó en el Partido Humanista (PH), del cual fue presidente regional.

## Biografía
Sepúlveda nació y creció en una zona rural de Cauquenes, hijo de Juana Sepúlveda, una trabajadora de casa particular soltera, desde temprana edad, ayudaba a su madre a vender chalecos que ella tejía. Estudió en la escuela Santa Luisa hasta la mitad de tercero básico y terminó su educación media en el Liceo Claudina Urrutia de Lavín.  

## Carrera política
A los 13 años, tuvo su primer acercamiento con la política, cuando Tomás Hirsch visitó la Región del Maule en el marco de su candidatura presidencial en la elección presidencial de 1999. Desde ahí se sintió cercano al Partido Humanista, al cual entró a militar el año 2005, en la segunda campaña presidencial de Hirsch.
Ha participado en varias elecciones a cargos públicos: fue candidato a concejal en las elecciones municipales de 2008, a alcalde en las elecciones de 2012, a diputado en 2009 y 2013 y a gobernador regional en 2021, no resultando electo en ninguna de ellas. Fue asesor parlamentario del diputado Florcita Alarcón entre 2018 y 2021 y fue presidente regional del partido entre 2019 y 2021, período en que junto a Pamela Jiles crearon la Coordinadora de Disidencia Sexual del PH.
Tras conocer las acusaciones de abuso sexual del diputado Alarcón, Sepúlveda renunció al Partido Humanista. Posteriormente, ingresó al partido Convergencia Social. Tras la renuncia de la Seremi del Deporte del Maule, Camila Peña, el presidente Gabriel Boric lo nombró como el nuevo secretario regional de la cartera el día 19 de abril de 2022.

## Historial electoral

### Elecciones municipales de 2008
- Elecciones municipales de 2008, para el concejo municipal de Cauquenes.

| Candidato                   | Pacto                    | Partido | Votos | %     | Resultado |
| --------------------------- | ------------------------ | ------- | ----- | ----- | --------- |
| Guillermo García González   | Alianza                  | UDI     | 3 128 | 15,43 | Concejal  |
| Hernán Valenzuela Sepúlveda | Concertación Democrática | PDC     | 1 680 | 8,29  | Concejal  |
| Manuel Vergara Del Río      | Alianza                  | RN      | 1 435 | 7,08  | Concejal  |
| Juan Monje Osores           | Alianza                  | ILE     | 1 426 | 7,03  |           |
| Héctor Muena Ortiz          | Juntos Podemos Más       | ILD     | 1 355 | 6,68  |           |
| Luis Ceroni García          | Concertación Progresista | PPD     | 1 313 | 6,48  | Concejal  |
| Said Yamal Jiménez          | Concertación Progresista | PRSD    | 985   | 4,86  |           |
| Alejandra Concha Urrutia    | Alianza                  | UDI     | 968   | 4,78  | Concejala |
| Simón Recabal Salas         | Alianza                  | RN      | 964   | 4,76  |           |
| Juan Soto Lara              | Juntos Podemos Más       | PCCh    | 962   | 4,75  |           |
| Domingo Leiva Mena          | Concertación Democrática | PS      | 948   | 4,68  | Concejal  |
| Cesar Aravena Espinoza      | Concertación Democrática | PDC     | 929   | 4,58  |           |
| Sergio Pérez Pérez          | Concertación Democrática | ILC     | 867   | 4,28  |           |
| Iván Sepúlveda Sepúlveda    | Juntos Podemos Más       | PH      | 172   | 0,85  |           |

### Elecciones parlamentarias de 2009
- Elecciones parlamentarias de 2009, para diputado por el distrito N.º 40 (Longaví, Parral, Retiro, Cauquenes, Pelluhue y Chanco).[5]

| Candidato                   | Pacto                         | Partido | Votos  | %     | Resultado |
| --------------------------- | ----------------------------- | ------- | ------ | ----- | --------- |
| Guillermo Ceroni Fuentes    | Concertación y Juntos Podemos | PPD     | 32 643 | 44,75 | Diputado  |
| Ignacio Urrutia Bonilla     | Coalición por el Cambio       | UDI     | 19 323 | 26,49 | Diputado  |
| José Ignacio Pinochet Olave | Coalición por el Cambio       | RN      | 17 737 | 24,31 |           |
| Pablo Andia Cariqueo        | Concertación y Juntos Podemos | PCCh    | 2 199  | 3,01  |           |
| Iván Sepúlveda Sepúlveda    | Nueva Mayoría para Chile      | PH      | 1 047  | 1,44  |           |

### Elecciones municipales de 2012
- Elecciones municipales de 2012, para la alcaldía de Talca.[6]

| Candidato                | Pacto                          | Partido | Votos  | %     | Resultado |
| ------------------------ | ------------------------------ | ------- | ------ | ----- | --------- |
| Juan Castro Prieto       | Coalición                      | ILH     | 42 416 | 57,51 | Alcalde   |
| Alexis Sepúlveda Soto    | Por un Chile Justo             | PRSD    | 27 265 | 36,96 |           |
| Juan Marchart Reyes      | Regionalistas e Independientes | PRI     | 2 171  | 2,94  |           |
| Iván Sepúlveda Sepúlveda | Más Humanos                    | PH      | 991    | 1,34  |           |
| Lorena Tapia Contreras   | El Cambio por Ti               | PRO     | 910    | 1,23  |           |

### Elecciones parlamentarias de 2017
- Elecciones parlamentarias de 2017, para diputado por el distrito N.º 17 (Constitución, Curepto, Curicó, Empedrado, Hualañé, Licantén, Maule, Molina, Pelarco, Pencahue, Rauco, Río Claro, Romeral, Sagrada Familia, San Clemente, San Rafael, Talca, Teno y Vichuquén).[7]

| Candidato                       | Pacto                    | Partido | Votos  | %    | Resultado |
| ------------------------------- | ------------------------ | ------- | ------ | ---- | --------- |
| Celso Morales Muñoz             | Chile Vamos              | UDI     | 22 089 | 9,04 | Diputado  |
| Pedro Álvarez-Salamanca Ramírez | Chile Vamos              | UDI     | 20 541 | 8,41 | Diputado  |
| Hugo Rey Martínez               | Chile Vamos              | RN      | 20 517 | 8,40 | Diputado  |
| Pablo Lorenzini Basso           | Convergencia Democrática | PDC     | 19 884 | 8,14 | Diputado  |
| Alexis Sepúlveda Soto           | La Fuerza de la Mayoría  | PRSD    | 18 390 | 7,53 | Diputado  |
| Germán Verdugo Soto             | Chile Vamos              | ILP     | 14 528 | 5,95 |           |
| Pablo Prieto Lorca              | Chile Vamos              | ILP     | 14 338 | 5,87 | Diputado  |
| Roberto León Ramírez            | Convergencia Democrática | PDC     | 11 852 | 4,85 |           |
| Gonzalo Montero Viveros         | Chile Vamos              | RN      | 11 300 | 4,66 |           |
| Boris Durán Reyes               | La Fuerza de la Mayoría  | PS      | 9 222  | 3,77 |           |
| Jorge Céspedes Pozo             | La Fuerza de la Mayoría  | PS      | 7 486  | 3,06 |           |
| Beatriz Villena Roco            | La Fuerza de la Mayoría  | PPD     | 6 993  | 2,86 |           |
| Florcita Alarcón Rojas          | Frente Amplio            | PH      | 6 482  | 2,65 | Diputado  |
| Elías Vistoso Urrutia           | Chile Vamos              | EVO     | 5 951  | 2,44 |           |
| Juan Francisco Pulgar Castillo  | Sumemos                  | ILH     | 4 536  | 1,86 |           |
| Iván Sepúlveda Sepúlveda        | Frente Amplio            | PH      | 2 013  | 0,82 |           |

### Elección de gobernador regional de 2021
- Elección de gobernador regional de 2021, para la gobernación de la Región del Maule (Primera vuelta).

|  | 28,30 % |

|  | 23,96 % |

|  | 18,03 % |

|  | 13,36 % |

|  | 7,55 % |

|  | 4,75 % |

|  | 4,04 % |

|  | 90,24 % |

|  | 2,74 % |

|  | 7,02 % |

|  | 100 % |

|  | 43,68 % |